# 이슬렌스키 리스틴
이슬렌스키 리스틴(아이슬란드어: Íslenski listinn)은 아이슬란드의 음악 차트이다. 매주 갱신되는 형태이며, 연말에는 올해의 노래 50곡이 수록되어 있다. 이슬렌스키 리스틴은 신문, 텔레비전, 라디오와 같은 많은 매체들이 수 년간 발표되어 왔으며, 현재에는 365 미디어가 소유한 라디오 방송국인 FM957이 주최하고 있다.